# Hævnens Ild
Hævnens Ild er en amerikansk stumfilm fra 1916 af Joe De Grasse.

## Medvirkende
- Louise Lovely som Virginia Grant.
- Lon Chaney som Silas Lacey.
- Grace Thompson som Beth Grant.
- Jay Belasco som Harry Grant.
- Hayward Mack som Phillip Grant.